# 啤酒谋杀案
《啤酒谋杀案》（又译《五只小猪》）是英国作家阿加莎·克里斯蒂的一部侦探小说，1942年5月由Dodd, Mead and Company在美国出版 ，并于1943年1月在英国由柯林斯犯罪俱乐部出版。

## 情节
卡罗琳·克雷尔因谋杀丈夫艾米亚斯而被判有罪16年后，她的女儿卡拉·莱马钱特找到赫尔克里·波洛，请求他调查此案。卡拉21岁时，收到了已故母亲的一封信，声称自己是无辜的，卡拉相信这是真的。她担心，如果谋杀案的真相不被揭露，她的未婚夫会因此离她而去。波洛接下了她的案子。在克雷尔家谋杀案发生的当天，还有另外五个人在场，波洛称之为“五只小猪”——股票经纪人菲利普·布莱克、业余化学家梅雷迪斯·布莱克（菲利普的兄弟）、卡罗琳同父异母的妹妹安吉拉·沃伦、安吉拉的家庭教师塞西莉亚·威廉姆斯和艾米亚斯的绘画模特埃尔莎·格里尔。警方在艾米亚斯的杯子里发现了毒芹碱，这就是他中毒的原因。卡罗琳承认从梅雷迪斯的实验室偷了毒药，打算用它自杀。她给艾米亚斯带来了一瓶冰镇啤酒，警方认为她下毒了。艾米亚斯与他的模特埃尔莎有染，据信这就是卡罗琳的动机。
波洛走访了其他五名嫌疑人，发现他们都没有明显的动机。卡罗琳同父异母的妹妹安吉拉是唯一相信卡罗琳无辜的人。波洛将他们以及卡拉和她的未婚夫召集到一起，声称卡罗琳是无辜的，只是选择不为自己辩护。尽管安吉拉已经准备了酒瓶，但在姐姐把它拿给艾米亚斯之前，她什么也没加。卡罗琳后来认为，安吉拉在啤酒里加入了一些毒药以做恶作剧，这导致了艾米亚斯的死亡。当警察指控卡罗琳谋杀时，她没有为自己辩护，因为她认为自己是在保护安吉拉。当她们小的时候，卡罗琳向安吉拉扔了一个镇纸，砸破了她的脸，卡罗琳觉得认下谋杀是对妹妹的补偿。
波洛最终推出凶手是埃尔莎·格里尔。她以为艾米亚斯承诺娶她是认真的，没有意识到他只想利用她继续做模特，直到画好为止。她无意中听到艾米亚斯向妻子保证不会离开，感到被背叛，便想要报复。她看到卡罗琳从梅雷迪斯的实验室里偷拿了毒药，所以从卡罗琳的房间里把毒药放在一杯啤酒里，然后给艾米亚斯。后来，当卡罗琳给他拿来一瓶冰啤酒时，他说“今天一切都很难吃”，并喝了瓶里的冰啤酒。这表明，毒药已经在埃尔莎给他的杯子里了。埃尔莎虽然谋杀成功，后来嫁了迪蒂斯汉姆，但她身上的青春永远死掉了。波洛成功破案，将结果交给警方，卡拉和她的未婚夫都很满意。

## 评价
评论家莫里斯·威尔森·迪舍在1943年1月16日的《泰晤士报文学副刊》上发表的评论说：“没有推理爱好者会反对多次叙述这位画家的死亡过程，尽管它使人们对于问题的兴趣大于情节本身，这显示了作者不可思议的技巧。谜底很精彩。”
莫里斯·理查森在1943年1月10日的《观察家》杂志上撰文说：“尽管只有五名嫌疑犯，克里斯蒂夫人还是像往常一样，把一枚戒指穿过读者的鼻子，引导他在最后一刻进行了一场精彩的决战。这完全符合波洛系列中期的写法。无需多说。”

## 改编
1960年，克里斯蒂将这本书改编成戏剧《重回谋杀案》，但将波洛从故事中删去。他在故事中的角色由年轻的律师贾斯汀·福格担任，他是当年卡罗琳辩护律师的儿子。在剧中，卡拉的未婚夫是一个令人讨厌的美国人，强烈反对卡拉重审此案，最后，她把他留给福格。该剧在苏格兰爱丁堡首演。它后来于1960年3月23日赴伦敦公爵夫人剧院演出，但只演了37场。
2022年，被改编为中国大陆电视剧《民国大侦探》其中一单元。